# Републички завод за заштиту културно историјског и природног насљеђа
Републички завод за заштиту културно историјског и природног насљеђа или Завод за заштиту културно историјског и природног насљеђа Републике Српске, је званична управна институција Републике Српске и организација у саставу Министарства просвјете и културе Републике Српске. Завод је основан 1976. године у Југославији као регионални завод. Републички ниво и садашњи назив је званично добио одлуком Владе Републике Српске 1995. године.

## Надлежност и значај
Завод евидентира, штити и води централни регистар културних, историјских и природних споменика на читавој територији Републике Српске. Рад овог републичког завода финансира Влада Републике Српске из властитог буџета. Сједиште републичког Завода за заштиту културно-историјског и природног насљеђа Републике Српске се налази у Улици Вука Караџића број 4. у Бањој Луци.

## Збирке и фондови завода
Поред тога што је завод надлежан за физичку обнову споменика културе, односно културног и историјског насљеђа Републике Српске, а у зависности од властитих финансијских могућности, завод се бави и евидентирањем, прикупљењем докумантације, документованом процјеном културних и природних добара, те проглашавањем споменика културе Републике Српске. Сва прикупљена документација која се односи на културно и историјско благо Републике Српске, а укључује документе, планове, фотографије, се чува у збиркама завода.
- Збирка писаних докумената — досијеа
- Збирка планова — планотека
- Збирка фототечког материјала — фототека
- Збирка штампаног материјала — библиотека и хемеротека

## Задужења завода
Основни задатак завода је да евидентира, заштити, и води централни регистар културних, историјских и природних споменика Републике Српске на читавој њеној теротирији. Између осталог, завод врши теренско истраживање и процјену стања непокретних архитектонских структура, односно сакралних и других објеката, археолошких налазишта, објеката народног градитељства од културне и историјске вриједности, затим јавних споменика, гробаља, природних богатстава и просторних цјелина од значаја за Републику Српску и њено културно-историјско насљеђе. Завод има задатак да врши промоцију културног, историјског и природног блага и насљеђа Републике Српске.
- Очување културног и природног насљеђа
- Заштита културног и природног насљеђа
- Остале активности

### Значајнији пројекти
- Обнова манастира Гомионица 1994—1996.
- Обнова улазне куле на тврђави Кастел, Бања Лука 1999.
- Конструктивна санација и адаптација Цековића куће на Палама 2006.
- Реконструкција Цркве Светог апостола Павла Петропавловског манастира, Требиње 2006.

## Организација завода
Директор завода је Слободан Наградић.
- Одјељење за заједничке послове
- Одјељење за конзерваторско — рестаураторске послове
- Одјељење за заштиту природног насљеђа
- Одјељење за истраживање, валоризацију и документацију

У саставу главног одјељења које се налази у Бањој Луци, дјелују још двије подручје јединице које су распоређене по територијалном принципу широм Републике Српске:
- Подручна јединица Пале
- Подручна јединица Требиње